# Staatliche Realschule Puchheim
Die Staatliche Realschule Puchheim ist eine Realschule in Puchheim im oberbayerischen Landkreis Fürstenfeldbruck, die 1980 eingeweiht wurde.

## Geschichte
Während des Ersten Weltkrieges befand sich auf dem heutigen Realschulgelände der erste Flugplatz in ganz Bayern. Täglich fuhren viele tausende Menschen mit der Eisenbahn nach Puchheim, um sich die bekannte Flugshow anzusehen. Am 1. August 1914 wurde der Flugplatz stillgelegt. Bis 1921 fand auf dem Gelände eines der sechs größten Kriegsgefangenenlager Deutschlands aus dem Ersten Weltkrieg seinen Platz. Danach lag das Gelände bis zum Bau des Gymnasiums Puchheim brach. 1980 – fünf Jahre nach der Eröffnung des Gymnasiums – wurde die Realschule eingeweiht. Auf Grund der steigenden Schüleranzahl beschloss die Gemeinde, eine Erweiterung des Realschulgebäudes auf dem Pausenhof zu errichten (2001–2003).

## Gebäude
Die Schule besteht aus drei Gebäuden, dem A-, B- und C-Bau. Die Werken-, Kunst-, Musik-, mehrere IT-Räume, ein zweites Lehrerzimmer und die Schulküche sind im Erdgeschoss des A-Baus (auch Altbau genannt) untergebracht. Dort findet ebenfalls der Pausenverkauf in der Aula statt. Im ersten Obergeschoss des A-Baus befinden sich das erste Lehrerzimmer, das Sekretariat sowie das Büro der Schulleitung. Außerdem findet man dort die Physik-, Chemie- und Biologieräume. Im zweiten Stock sind die Fachräume für Mathematik, Geografie, BWR und Religion sowie das Büro der Schulpsychologin untergebracht.
Im B-Bau (auch Neubau genannt) befinden sich die Fachräume von Religion, Geschichte, Deutsch, Englisch und Französisch. Die Klassenzimmer sind moderner als im A-Bau gestaltet. Im C-Bau sind hauptsächlich Klassenräume für die fünften Klassen und den Ethikunterricht zu finden. 
Während der Covid-19-Pandemie wurde das System geändert, sodass jede Klasse einen festen Raum und nur selten in anderen Fachräumen Unterricht hatte.

## Entwicklung der Schüler- und Lehreranzahl

Schüler-/Lehreranzahl 1985–2014

Die Schüleranzahl sank zwischen den Jahren 1985 und 1990 um ca. 40 %. In den darauf folgenden Jahren stieg sie auf Grund der veränderten Schulform wieder an, bis die Schule (Stand 2023) 980 Schüler hat. Die Lehreranzahl hat sich seit dem Jahr 2000 fast verdoppelt.

## Angebot

### Wahlpflichtfächer
Die Realschule Puchheim bietet alle vier bayerischen Wahlpflichtfächergruppen an:
- Wahlpflichtfächergruppe 1 (mathematisch-naturwissenschaftlich): Schwerpunkte: Mathematik, Physik, Chemie
- Wahlpflichtfächergruppe 2 (kaufmännisch-wirtschaftlich): Schwerpunkte: Betriebswirtschaftslehre/Rechnungswesen sowie Wirtschafts- und Rechtslehre
- Wahlpflichtfächergruppe 3a (sprachlich): Schwerpunkte: Französisch und Betriebswirtschaftslehre/Rechnungswesen
- Wahlpflichtfächergruppe 3b (gestalterisch): Schwerpunkte: Werken und Technisches Zeichen

### Wahlfächer
Die Schule bietet Wahlfächer wie zum Beispiel Chor, Schulband, Schülerbücherei, Fair-Trade, Streitschlichter, Tutoren, Robotik, Licht und Tontechnik an. Man kann sich freiwillig am Anfang jedes Schuljahres für sie anmelden, allerdings sind sie dann verpflichtend. Die meisten Wahlfächer finden alle ein bis zwei Wochen nachmittags statt.

### Förderangebot
Schüler können sich für Förderunterricht in den Fächern BwR, Deutsch, Englisch, Mathematik, Physik und Französisch anmelden.

### Reisen und Schüleraustausch
- In der 5. Klasse fahren die Schüler für eine Woche in ein Schullandheim.
- Die 7. Klassen fahren für eine Woche in ein Skilager.
- Schüler der 8. Klassen können sich für einen einwöchigen Aufenthalt in London anmelden.
- In der 10. Klasse fahren die Schüler in Begleitung der Klassenleitung und einem weiteren Lehrer auf eine Abschlussfahrt. Das Ziel der 2-wöchigen Fahrt wird von jeder Klasse selbst bestimmt. Manche Klassen fahren beispielsweise in den Niederlanden segeln und die Französischklasse (Wahlpflichtfächergruppe 3b) fährt klassischerweise oft nach Frankreich. Die Schule bietet regelmäßig weitere kleinere Projekte und Tagesausflüge an.

### MINT-Schule
Seit dem Schuljahr 2014/2015 ist die Realschule Puchheim auch eine MINT-Schule. Ziel des Projektes ist es, das Interesse der Schüler in Mathematik, Informatik, Naturwissenschaften und Technik zu fördern. Einige Maßnahmen an der Schule sind beispielsweise Forscherklassen oder auch das Wahlfach Ton- und Lichttechnik, an dem Schüler ab der 7. Klasse teilnehmen können.

### Ausbildungsschule
Die Staatliche Realschule Puchheim ist eine Seminarschule, in der Referendare ausgebildet werden. Jeder Referendar bekommt eine oder mehrere Klassen zugeteilt, in der der angehende Lehrer einige Teststunden gibt und seine Lehrprüfung absolviert.

### Bandklassen
Die Realschule Puchheim nimmt seit 2013 an dem Projekt „klasse.im.puls“ der Friedrich-Alexander Universität Erlangen-Nürnberg und dem bayerischen Staatsministerium für Bildung und Kultus, Wissenschaft und Kunst teil. In der 5. und 6. Jahrgangsstufe wird eine „Bandklasse“ angeboten, die sich mit dem Thema Rock und Pop beschäftigt. Es ist möglich, das Spielen eines Instruments zu erlernen (E-Bass, E-Gitarre, Keyboard und Schlagzeug) oder gesanglich zu den gemeinsamen Musikprojekten beizutragen. Zusätzlich zur musikalischen Ausbildung sollen dabei speziell Ausdauer, Konzentration und Merkfähigkeit gefördert werden. Ebenso setzt sich das Angebot zum Ziel, die Teamfähigkeit und den respektvollen Umgang miteinander zu stärken. Die in der Klasse erarbeiteten Musikstücke sollen regelmäßig vor Publikum vorgetragen werden, um „Lernmotivation und persönliche Präsentationsfähigkeit“ zu schulen.
Die Bandklassen haben Schulkleidung, die sie bei eben genannten Vorstellungen und im Alltag tragen können.

### Forscherklassen
Die Realschule bietet außerdem sogenannte „Forscherklassen“ in der 5. und 6. Jahrgangsstufe an. Dabei werden die Schüler bereits in den niedrigen Jahrgangsstufen an die Fächer Informatik, Physik und Chemie herangeführt und unterrichtet. Schüler der Forscherklassen nehmen oft ab der 7. Klasse an der Wahlpflichtfächergruppe 1 mit den Schwerpunkten Mathematik, Physik und Chemie teil.

### Ganztagsschule
Seit dem Schuljahr 2017/18 wird eine fünfte Klasse als Ganztagesklasse geführt. Im Offenen Ganztagesunterricht haben Schüler der fünften bis siebten Klasse die Möglichkeit, an einer Hausaufgabenbetreuung teilzunehmen. Dieses Angebot wird von der Trägerschaft des Sozialdienst Nachbarschaftshilfe Puchheim e.V. angeboten.